# Керамбит

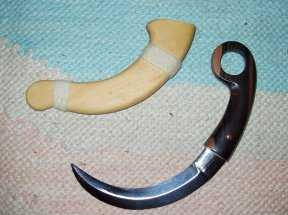
Первый керамбит

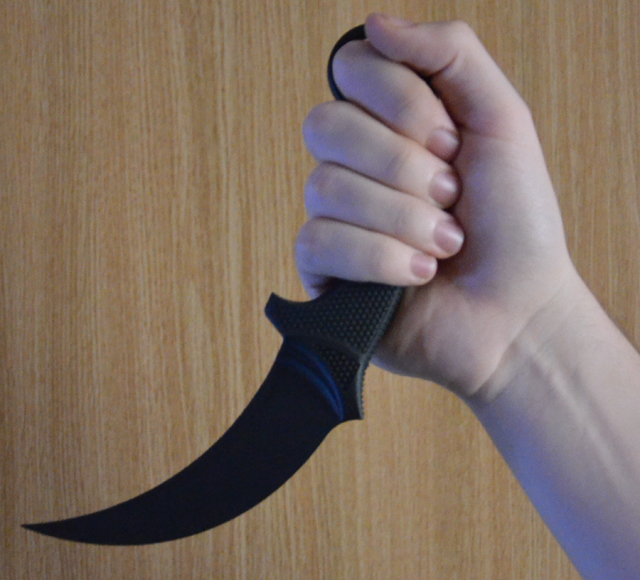
Современный керамбит

Керамбит — нож с изогнутым клинком и заточкой, как правило, с внутренней стороны. Нож удерживают обратным хватом, продев указательный палец или мизинец (в одном из вариантов хвата — средний палец) в кольцо. Лезвие и остриё клинка ориентированы от себя.
Керамбит имеет небольшой (приблизительно от 3 до 10 сантиметров) серповидный клинок, лезвие которого заточено по внутреннему изгибу, и рукоять, в головке которой имеется отверстие под палец. Рукоять обычно изготавливается из твердой древесины и крепится к клинку с помощью медной заклепки. Ножны (если есть) изготавливаются из дерева или кожи и иногда из пластика. Данная форма керамбита является наиболее распространенной, однако существует много разновидностей конструкции, в том числе варианты с двумя лезвиями или без кольца под палец. Существуют также увеличенные варианты керамбита с клинком от 20 до 30 сантиметров, носящие названия бладау и куку макан и использующиеся в отличие от керамбита не основном прямым, а обратным хватом. Нож стал популярен после его появления в игре Counter-Strike: Global Offensive, где он является одним из видов холодного оружия.

## Происхождение
Предполагается, что керамбит возник среди жителей Минангкабау в Западной Суматре, где, согласно фольклору, он был вдохновлён когтями, клыками тигра.